# 제1차 세계 대전 기간 일본

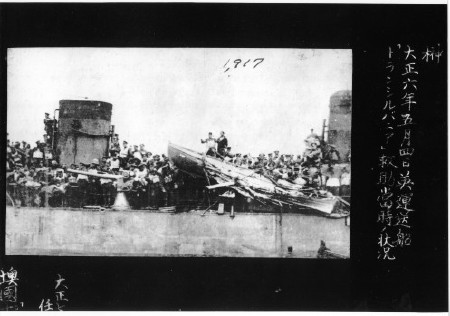
영국의 병력 수송선 트란실바니아에서 구출된 승무원들로 가득찬 일본의 구축함(1917년 5월 4일).

이 문서는 제1차 세계 대전 기간 일본(第一次世界大戦下の日本)에 대해 다룬다.

## 중립
사라예보 사건이 촉발한 제1차 세계 대전은 유럽을 전쟁터로 만들었다. 당시 일본 제국은 영국과 영일 동맹 관계에 있었지만 이 동맹은 인도 제국을 서쪽 경계로 하는 아시아 지역에 한정된 것이었기에 일본은 유럽에서 일어난 전쟁에 관여할 이유는 없었다.
영국은 내부 상황이 다소 복잡했는데 1914년 8월 1일 외무장관 에드워드 그레이가 주영 대사 이노우에 가쓰노스케에게 이번 전쟁은 영일 동맹의 적용 대상이 아니라고 전달한 적이 있다. 일본 정부도 3일 이 각서를 수령한 뒤 다음 날 중립을 선언했다. 그런데 그레이는 자오저우만 조차지를 지배하는 독일 제국이 근해를 지나는 영국 상선을 공격할지도 모른다는 보고를 받은 뒤 7일 공식 선전포고 없이 독일 순양함을 공격해 달라고 일본 정부에 요청했다. 하지만 이틀 뒤 태도를 바꿔 공격 요청을 연기해 달라고 했다가 다시 이틀 뒤에는 아예 공격 요청을 철회해 버렸다. 그레이는 일본이 참전하더라도 그 범위를 중국 연안 지역으로 한정하길 원했기 때문이었다.

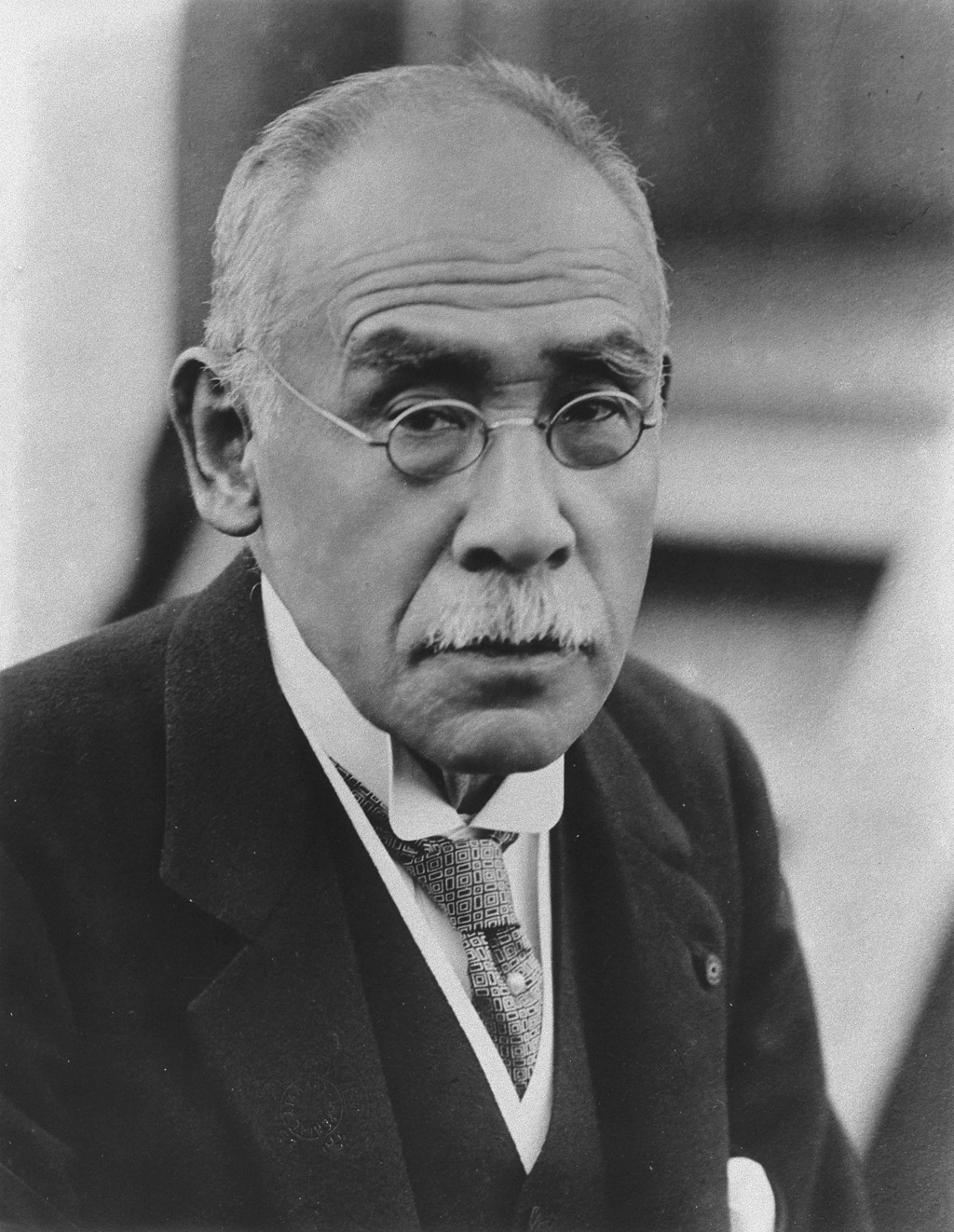
참전을 강력히 주장했던 외무대신 가토 다카아키. 훗날 총리대신의 자리에 오르게 된다.

일본 내에서는 하라 다카시, 다카하시 고레키요, 오자키 유키오, 이노우에 가오루, 야마가타 아리토모 등 반대하는 목소리가 강했다. 하지만 외무대신 가토 다카아키는 7일 각의에서 영국과의 관계를 고려하고 국익의 관점에서 보더라도 참전해야 한다고 강력히 주장했다. 가토의 의견에 따라 다음 날 아침 각의에서 독일에 선전포고를 할 것과 참전 범위를 한정하지 않을 것을 조건으로 참전하기로 결정했다. 일본 제국 해군은 4개월 전에 있었던 지멘스 사건의 여파로 이 문제에 소극적인 태도만 보였다.
총리대신 오쿠마 시게노부는 8일 다이쇼 천황에게 상주했다. 주일 영국 대사는 기존의 참전 요청을 연기해 달라고 요청해 왔지만 오쿠마는 이미 천황에게 상주한 것을 취소할 수는 없다고 전했다. 영국은 참전 범위를 제한할 것을 새롭게 요구했지만 일본은 이를 거절했다. 이후 영국은 자오저우만 조차지를 중국에 반환할 것을 일본에 요구했고 오쿠마도 일본은 영토적 야심이 없다고 영국에 전달하면서 영국은 결국 일본의 참전을 승인했다.
영국의 태도가 오락가락했던 건 일본이 중국 대륙과 남태평양에서 권익을 확대할 것을 경계했기 때문이었다. 영국의 식민지였던 오스트레일리아와 뉴질랜드도 일본의 해외 팽창을 경계하면서 영국에 이러한 우려를 전달하기도 했다. 일본과 마찬가지로 중립국이었던 미국 역시 영국에 일본의 참전을 반대한다는 의견을 전달했다.

## 참전
15일 일본은 독일에 최후통첩을 보냈다. 일본의 국익과 직접적인 연관이 없다는 이유로 참전에 반대하는 목소리도 높았기에 답신을 보내기 위한 일주일 기간을 설정했다. 독일은 답신을 보내지 않았고 일본은 23일 정식으로 선전포고를 했다.
당시 일본은 내란이 일어난 멕시코에 체류중인 일본인을 보호하기 위해 순양함 이즈모를 파견했었는데 영국 왕립 해군은 이즈모에 캐나다 서해안에서 상선 보호를 요청했다. 그리고 싱가포르에 함대를 파견해줄 것을 요청했는데 영국 해군은 일본 해군이 아시아에서 필요한 역할을 해야 한다고 여겼다. 한 술 더 떠서 영국 해군장관 윈스턴 처칠은 일본에게 참전 구역을 한정하라고 요구해선 안 된다며 그런 요구는 일본 정부를 적대시하는 태도이며 이미 일본이 참전을 했으니 참전 구역을 한정하지 않겠다는 일본의 요구는 당연한 것이라는 태도를 보였다.
한편 일본이 참전을 결정하는 과정에서 오쿠마는 어전회의를 소집하지도 않았고 제국의회의 승인도 구하지 않았으며 군 통수부와 합의도 하지 않았다. 긴급 각의를 열어 참전을 결정했을 뿐이었는데 오쿠마가 전례를 무시하고 군부를 경시한 태도를 보이면서 이후 내각과 군부의 관계는 삐걱이게 되었다.

## 칭다오·남양 군도 점령
10월 31일 일본-영국 연합군은 독일 동양함대의 본거지인 산둥성 자우저우만 조차지를 공격하여 칭다오 전투를 일으켰고 11월 7일 점령에 성공했다.
하지만 칭다오와 달리 마찬가지로 독일의 식민지였던 남양 군도까지 점령할지는 일본 내에서 합의가 되지 못했다. 참전을 강력히 주장했던 가토조차도 남양 군도를 점령하는 것은 영국과 미국을 자극할 우려가 있다며 소극적인 태도를 보였다. 그런데 9월 독일 순양함 SMS 쾨니히스베르크가 영국 순양함 HMS 페가수스를 격침하고 독일 순양함 SMS 엠덴이 남태평양에서 크게 활약하자 영국의 여론이 바뀌었다. 미국 역시 일본에 대한 경계심보다 독일에 대한 경계심이 더 커졌다.
일본은 이러한 정세 변화에 재빨리 올라타 남양 군도 점령을 결정했다. 9월까지 뉴기니섬과 사모아를 점령한 뒤 10월 3일부터 14일에 걸쳐 구라마, 아사마, 쓰쿠바, 사쓰마, 야하기, 가토리를 파견해 마리아나 제도, 캐롤라인 제도, 마셜제도 등 적도 이북의 남양 군도를 차례차례 점령하기 시작했다.
일본의 점령 지역이 급속히 팽창하자 각국이 일본을 견제하기 시작했다. 영국은 다시 한 번 작전 활동 구역을 한정할 것을 제안했고 결국 일본은 적도 이북을 작전 구역으로 한정하고 적도 이남은 영국의 작전 구역으로 하는 데 합의했다. 이로써 일본의 군사 작전은 미크로네시아가 남방 한계선이 되었다.

## 오스트레일리아 병력 호위
오스트레일리아와 뉴질랜드가 유럽에 군을 파견하기로 결정했는데 그 호위를 영국 해군의 요청으로 일본 순양전함 이부키가 맡게 되었다. 이부키는 프리맨틀을 거쳐 웰링턴에 기항한 뒤 뉴질랜드 병력 수송선 10척을 이끌고 출발했다. 이후 오스트레일리아에서 28척을 추가한 뒤 영국·오스트레일리아 순양함과 함께 아덴을 향했다. 이때 독일 순양함 SMS 엠덴이 코코스 제도를 포격하자 전투 태세에 돌입해 오스트레일리아 순양함 HMAS 시드니가 엠덴을 격침했다. 이후 태평양과 인도양을 건너 아덴에 당도할 때까지의 호위 임무는 대체로 일본 해군이 수행했다.
1917년 11월 30일 오스트레일리아 서부 해안 지역인 프리맨틀에 야하기가 입항했는데 육상 포대의 공격을 받는 사건이 발생했다. 오스트레일리아군은 야하기가 입항할 때 적절한 신호를 보내지 않아 주의 환기 차원에서 실탄을 발사한 것이라 해명했지만 결국 오스트레일리아 총독과 오스트레일리아 해군사령관이 사죄해야 했다.

## 육군의 유럽 파견 요청과 거절
유럽 본토의 전쟁이 참호전 양상을 띠며 장기화하자 전쟁 지역을 한정하라는 요청을 했던 영국도 결국 프랑스 제3공화국·러시아 제국과 함께 일본에 육군 파병을 요청했다. 1915년 8월에 한 차례 요청을 한 뒤 10월에 또 요청을 했으며 1916년 3월에는 벨기에도 육군 파병을 요청했다.
하지만 가토는 국민개병 원칙에 따라 징병제가 시행되는 일본에서 국익에 직접적인 연관성이 없는 해외에 병력을 파견하는 것은 불가능하다며 반대 입장을 밝혔다. 이후 벨기에가 한 차례 더 파병을 요청하고 세르비아도 요청했지만 모두 다 거절했다.

## 미국 서해안 파견
독일 동양함대가 미국 서부 해안 지역으로 이동할 가능성이 점쳐지자 영국이 일본 해군에 초계 활동을 요청했다. 이에 응한 일본은 1914년 10월 1일 전함 히젠과 순양함 아사마·이즈모를 미국 캘리포니아주와 멕시코에 파견했다.
미국 서해안에서는 영국·오스트레일리아·캐나다 해군과 합동 작전을 펼쳤는데 일부는 독일 해군과 조우해 갈라파고스 제도까지 쫓아갔다.

## 인도양·지중해 파견

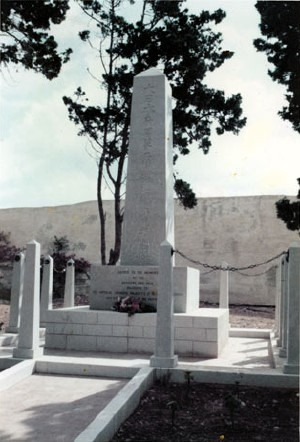
몰타의 옛 영국 해군 기지에 세워진 일본 해군 제2특무함대 전몰자 무덤(1975년 8월 6일 촬영).

영국의 요청에 따라 일본 해군은 인도양에서도 군사 작전을 펼쳤다. 독일 순양함 SMS 엠덴을 견제하기 위해 일본은 순양전함 이부키를 선단호위에 협력시켰다.
1914년 9월 그레이는 모든 물자를 영국이 부담하는 조건으로 일본의 순양전함 부대를 지중해를 비롯한 다른 해역에도 파견해줄 것을 일본에 요청했다. 하지만 가토는 일본 해군의 해외 파병 기준이 존재하지 않고 국민 정서상 어렵다며 거절했다. 10월에는 발트해 파견을, 11월에는 전후 발언권 강화라는 명목으로 다르다넬스 해협 봉쇄 작전 참가를 요청했다. 일본은 모든 요청을 거절했는데 이는 전쟁이 막 시작했을 당시 일본의 작전 구역을 제한하려는 영국에 대한 반감도 이유 중 하나였다.
1917년 독일 해군이 상선을 공격하자 연합국은 호위 작전에 참여해줄 것을 일본에 요청했다. 1월부터 3월까지 일본은 영국·프랑스·러시아와 협상을 이어갔는데 일본이 유럽 전선에 참전하는 것을 조건으로 산둥반도와 적도 이북의 독일령 뉴기니의 이권을 일본이 넘겨받는 것을 승인하겠다는 것이 골자였다. 이를 받아들인 일본은 인도양에 제1특무함대를 파견하여 영국·프랑스의 아시아 식민지에서 유럽으로 이동하는 병력의 수송선 호위 임무를 담당했다. 2월에는 순양함 아카시와 가바급 구축함 등 총 8척으로 구성된 제2특무함대를 인도양을 거쳐 지중해에 파견했다. 나중엔 모모급 구축함 등을 증파해 총 18척이 지중해에서 임무를 수행했다.
제2특무함대는 다른 연합국이 파견한 함대에 비하면 수가 적었지만 알렉산드리아에서 마르세유로 병력을 수송하는 작전의 호위 임무를 성공하고 독일 해군 유보트의 공격을 받은 연합국의 선박에서 7,000명 이상을 구출하는 등 적지 않은 활약을 했다. 독일의 무제한 잠수함 작전으로 연합국이 피해를 보자 연합국측 수송선 호위·구조 활동에도 나서 350회에 걸쳐 787척을 도왔는데 이 공로로 사령관 이하 27명이 영국 조지 5세로부터 훈장을 받았다.
한편 구축함 사카키가 오스트리아-헝가리 해군의 잠수함 U27의 공격을 받아 59명이 전사하는 일도 발생했다. 이 외에도 지중해에서 수행한 전투 결과 총 78명의 일본군 장병이 전사했으며 전후에 이들을 기리고자 몰타의 영국 해군 기지에 묘비가 세워졌다.

## 21개조 요구
칭다오를 점령한 뒤인 1915년 1월 18일 일본은 중화민국의 대총통 위안스카이에게 14가지 요구와 7가지 희망조항을 제시했다. 주요 내용으로 △독일이 산둥성에서 가지고 있던 이권을 일본에 양도할 것 △관동주의 조차 기간을 연장할 것 △남만주철도주식회사의 권익 기간을 연장할 것 △연안부를 외국이 할양하지 말 것 등이 있었다.
이 사실이 알려지자 중화민국에선 거세한 반발 운동이 일었지만 일본은 5월 7일 최종 통고를 했고 위안스카이는 9일 이를 받아들이기로 했다. 이는 중국에서 반일 감정에 불을 지폈고 거국적인 규모로 5·4 운동이 발생하게 되었다.

## 시베리아 출병

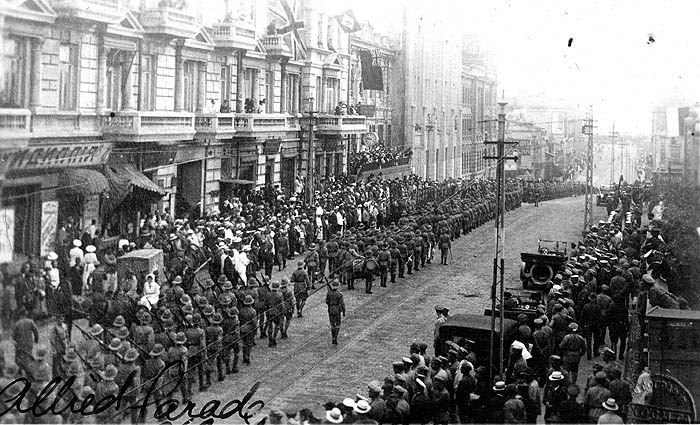
블라디보스토크를 행진하는 연합군.

연합국의 일원이던 러시아 제국에서 두 차례에 걸친 러시아 혁명이 일어나면서 제국이 무너지고 최종적으로 볼셰비키가 권력을 잡게 되었다. 러시아에서 공산주의자들이 집권하자 영국과 프랑스는 이를 우려하면서도 독일과의 전쟁이 지속되고 있어 병력 파견에 여유가 없었다. 두 나라는 미국과 일본에 시베리아 출병을 요청했고 1919년 두 나라는 합을 맞춰 러시아에 병력을 파견했다. 영국·프랑스·이탈리아 등도 병력을 보냈으나 수가 많지 않았다.
하지만 러시아 백군이 곳곳에서 패배하고 더 이상 병력을 주둔하기 힘들어진 연합국들이 차례차례 발을 빼는 와중에도 일본은 계속해서 병력을 주둔했고 시베리아까지 진출했다. 이에 다른 나라들이 일본이 영토적 야심을 가진 것이 아닌가 의심하기 시작했고 실익은 기대하기 어려운데 병력과 예산만 소진한다는 국민적 비판까지 받게 되자 일본도 뒤늦게 철군했다.

## 영향
연합국의 승리에 공헌한 일본은 영국·프랑스·미국·이탈리아와 함께 파리 강화 회의를 주도했으며 베르사유 조약을 통해 독일이 가지고 있던 중국 산둥성의 권익과 팔라우·마셜 제도 등 적도 이북의 남양 군도를 위임통치령으로 삼게 되었다. 1920년 국제연맹이 창립되자 상임이사국 지위를 얻었다.
공업도 크게 발전하였는데 전쟁터가 된 유럽에서 많은 공장이 파괴된 것에 비해 일본은 국토가 직접 전쟁의 피해를 받지 않았기 때문이었다. 일본은 많은 군수품을 연합국에 팔았으며 이는 경기 활황을 이끌었다. 공업의 성장은 인구가 도시로 집중되는 현상도 낳았다. 하지만 인플레이션이 극심하고 경제적 불평등이 심화하는 등의 문제도 발생했다. 전후에는 활황이 끝나고 공황이 찾아와 불경기로 접어들었다.
외교적으로는 미국과의 관계가 삐걱이기 시작한 시점이었다. 청일·러일 전쟁을 거쳐 제1차 세계 대전이 끝났을 무렵 일본은 이미 열강의 반열에 올라섰는데 필리핀과 하와이 사이에 위치한 팔라우나 마셜 제도를 일본이 차지한 점, 시베리아 출병을 이어간 점, 일본이 아시아·태평양 지역에서 배타적인 경제 블록을 구축한 점, 미국의 중국 대륙 진출을 방해한 점 등으로 인해 미국은 일본을 경계하기 시작했다.
미국은 태평양 지역의 영토와 권익의 상호 존중을 내세우며 4국 조약을 체결한 뒤 영일 동맹의 발전적 해소를 요구했다. 또한 일본이 국제연맹규약에 인종적 차별 철폐 제안을 했지만 미국과 영국 등이 반대했다. 미국 캘리포니아주 등에서는 인종 차별에 기반한 황화론 등 일본을 위험시하는 분위기가 확산했고 아시아인의 이민을 금지한 1924년 이민법이 제정되었다.
미국의 일방적인 대일 적대적 태도는 일본 내에서도 반미 감정을 부추겼고 미일 관계는 악화되어 갔다. 그리고 이는 1930년대 일본 군부가 폭주하면서 만주국을 수립하자 국제연맹에서 추방당한 뒤 나치 독일·이탈리아 왕국과 손을 잡는 것으로 이어진다.